# 荒虎敬之助
荒虎 敬之助（あらとら けいのすけ、1844年（天保14年）1月4日（旧暦11月15日） - 1882年（明治15年）9月19日）は、武蔵国北埼玉郡（現：埼玉県加須市）出身の元大相撲力士。本名は小室 敬之助（こむろ けいのすけ）。

## 来歴
幼少期から相撲好きで身体も大きく、古川藩の二人の侍と喧嘩した際には相手を掴んで拍子木のように打ち合わせたと伝わる。若藤部屋に入門し、1865年2月場所で序ノ口から初土俵を踏むと1871年3月場所で新十両に昇進、1874年12月場所で新入幕を果たした。突っ張って動き回る取り口で幕内での勝率は5割前後で推移したが、精悍な容貌で人気があり、当時の力士としては珍しく読み書きができ、数理に明るかった。
荒虎の最大の功績は、頭脳明晰さを活かして1876年当時、巷に吹き荒れていた「相撲廃止論」を打破したことである。若手の政府高官の間で相撲廃止論が突如として沸き起こったが、荒虎は贔屓の安藤則命中警視の勧めで、東京市中の火事に対応する力士の消防団「消防別手組」（1878年11月解散）への編入を進言し、綱引きと長距離走の試験で認可を受けた若い力士を活躍させ、政府に相撲界の存在価値を示して危機を救ったのである。
その後、6代・若藤を二枚鑑札で襲名（1880年頃と言われているが、詳細不明）したのち、1881年1月場所で小結に昇進した。しかし、1882年になると長年の過労から次第に体調を崩すようになり、同年6月場所を全休し、同年9月19日の盛岡巡業の最中に肺炎によって急逝した。38歳没。この年は僅か2日後の9月21日にも新潟県で荒角金太郎が急逝しており、相次ぐ現役力士の死に角界には衝撃が走ったと伝わる。